# Petter Dahlman
Petter Dahlman, född 1725, död okänt år, var en svensk målare.
Han var son till vaktmästaren P Dahlman och Anna Catharina Forssberg. Hans målarstil påminner om Johan Henrik Scheffels men har en hårdare och kallare stil. Hans konst består av porträtt som är signerade Pinxit P. Dahlman.